# Командная строка ARC
Командная строка ARC — ставший стандартом формат командной строки в архиваторах.
Впервые такой формат командной строки был использован в архиваторе ARC. В дальнейшем копировался основными (на начало 2012 года) архиваторами: ARJ, RAR/WinRAR, 7-Zip. Только PKZIP использовал свой несовместимый формат.

## Описание
Архиватор вызывается по такой схеме:
```
ARJ.EXE действие архив файл(ы) -опции
```

ARJ.EXE — исполняемый файл архиватора (соответственно, ARC.EXE, RAR.EXE, WinRAR.exe, 7z.exe, 7za.exe).
Действия записываются одной буквой. Наиболее распространённые:
- Add (a) — добавляет файлы в архив.
- Update (u) — добавляет в архив файлы с изменившейся датой, а также отсутствующие. Если архива нет, эквивалентно a.
- Freshen (f) — добавляет в архив только файлы с изменившейся датой. Если архива нет, ничего не делает. В 7-zip не поддерживается.
- Extract (e) — извлекает файлы в текущий каталог.
- Extract with paths (x) — извлекает файлы с записанным в архиве путями.
- Test (t) — проверяет целостность архива. Для этого архиватор распаковывает файлы, не записывая их никуда.
- Delete (d) — удаляет файлы из архива.
- List (l) — выводит оглавление архива.

Следующим идёт имя архива. Если оно задано без расширения, архиватор автоматически добавляет к нему расширение по умолчанию.
Файлы — это одно или несколько имён или масок.
Опции не стандартизированы и для каждого архиватора свои. Наиболее распространённые:
- -r: рекурсивно заходить в подкаталоги.
- -y: на все вопросы автоматически отвечать «Да».

## Примеры
```
7z.exe a archive.7z *.txt
```

Добавляет Файлы *.txt в архив archive.7z.
```
7z.exe u archive.7z * -r
```

Проводит инкрементальную архивацию всех файлов. Присутствует опция «Включая подкаталоги» (-r).
```
7z.exe x archive.7z *.cpp *.h
```

Распаковывает архив с путями. Извлекаются только файлы *.cpp и *.h.
```
7z.exe l archive.7z
```

Выводит содержимое архива.